# Gubernator Trypolisu
Gubernator Trypolisu – urzędnik odpowiedzialny za administrację Trypolisu w pierwszej połowie XVI wieku, kiedy miasto znajdowało się pod panowaniem hiszpańskim i później Zakonu św. Jana.

## Gubernatorzy

### Hiszpańscy
| Gubernator                  | Objął stanowisko | Opuścił stanowisko |
| --------------------------- | ---------------- | ------------------ |
| Pedro Navarro (~ 1460–1528) | 26 lipca 1510    | 1510               |
| Diego de Vera               | 1510             | 1510               |
| Jayme de Requesens          | 1510             | 1511               |
| Guillem de Moncada          | 1511             | 1520               |
| François Velasquès          | ?                | 25 lipca 1530      |
| Źródło                      |                  |                    |

### Zakonu św. Jana
| Gubernator                                 | Objął stanowisko | Opuścił stanowisko |
| ------------------------------------------ | ---------------- | ------------------ |
| Gaspare de Sanguessa                       | 1530             | 1531               |
| Bernardino Macado (p.o.)                   | 1531             | 1532               |
| Aurelio Bottigella (po raz 1.) (1480–1550) | 1532             | 1533               |
| García Cortés                              | 1533             | 1535               |
| Georg Schilling (~ 1490–1554)              | 1535             | 1537               |
| Aurelio Bottigella (po raz 2.) (1480–1550) | 1537             | 1539               |
| Hernando de Bracamonte                     | 1539             | 1544               |
| Cristofano de Solís Farfan                 | 1544             | 1546               |
| Jean de Valette (1495–1568)                | 1546             | 1549               |
| Pedro Nuñez de Herrera                     | 1549             | 1551               |
| Gaspard de Vallier                         | kwiecień 1551    | 14 sierpnia 1551   |
| Źródło                                     |                  |                    |